# Dolfijn (sterrenbeeld)

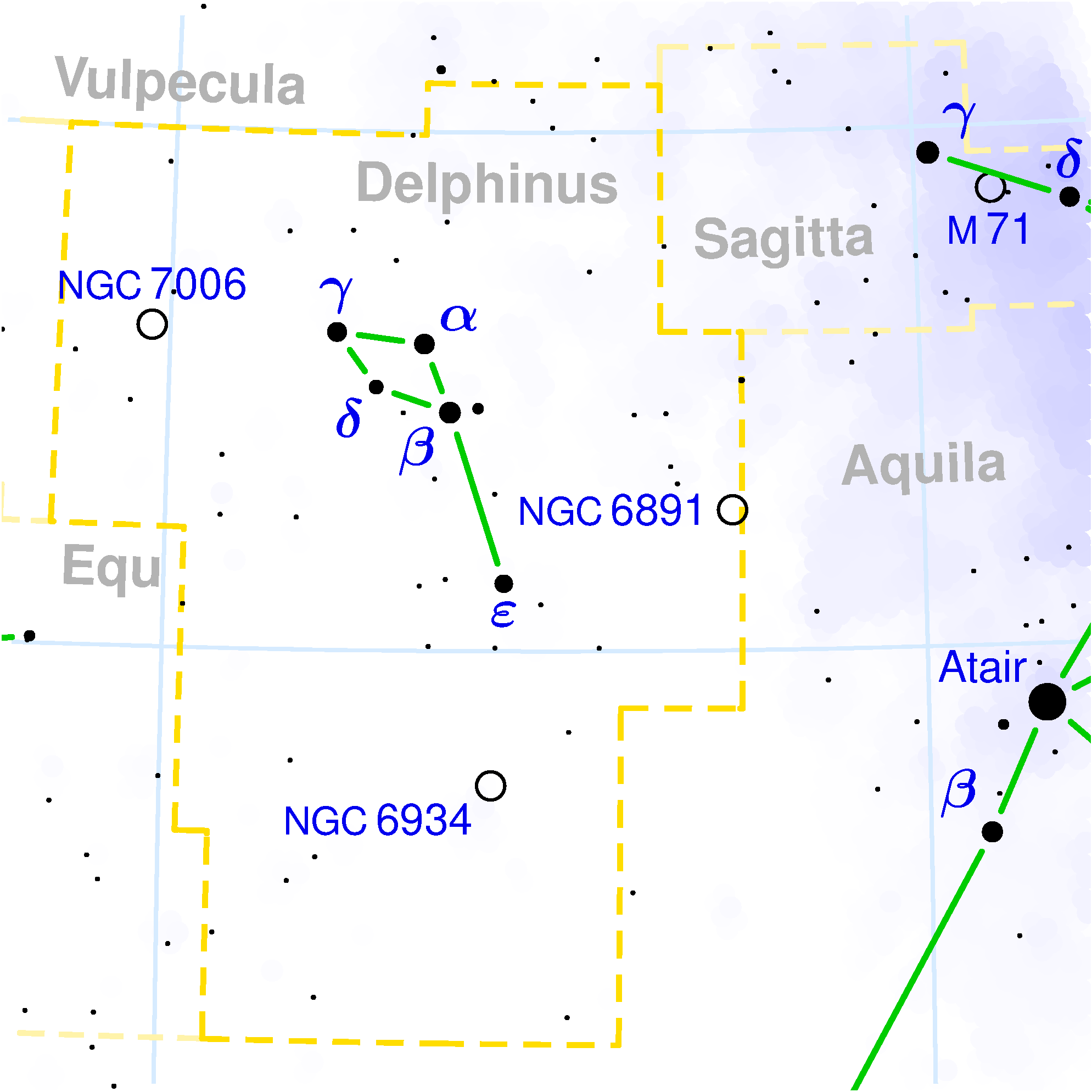
Kaart van het sterrenbeeld Dolfijn.

Dolfijn (Delphinus) is een klein sterrenbeeld aan de noordelijke hemel. Rechte klimming 20u13m tot 21u56m, declinatie +2° tot +21°.

## Sterren
(in volgorde van afnemende helderheid)
- Rotanev (β, beta Delphini)
- Sualocin (α, alpha Delphini)
- Deneb Dulfim (ε, epsilon Delphini)

## Telescopisch waarneembare objecten

### New General Catalogue(NGC)
NGC 6891, NGC 6905, NGC 6917, NGC 6927, NGC 6927A, NGC 6928, NGC 6930, NGC 6933, NGC 6934, NGC 6944, NGC 6950, NGC 6954, NGC 6955, NGC 6956, NGC 6957, NGC 6969, NGC 6971, NGC 6972, NGC 6988, NGC 7003, NGC 7006, NGC 7025, NGC 7028

### Index Catalogue (IC)
IC 1320, IC 1325, IC 1326, IC 1329, IC 1359, IC 5080, IC 5081

## Aangrenzende sterrenbeelden
(met de wijzers van de klok mee)
- Vosje (Vulpecula)
- Pijl (Sagitta)
- Arend (Aquila)
- Waterman (Aquarius)
- Veulen (Equuleus)
- Pegasus

## Gerelateerd onderwerp
- Amphitrite